# ريان مور (لاعب كرة قدم أمريكية)
ريان مور (بالإنجليزية: Ryan Moore)‏ هو لاعب كرة قدم أمريكية أمريكي، ولد في 8 ديسمبر 1983 في أورلاندو في الولايات المتحدة.